# リオネーロ・イン・ヴルトゥレ
リオネーロ・イン・ヴルトゥレ（イタリア語: Rionero in Vulture）は、イタリア共和国バジリカータ州ポテンツァ県にある、人口約13,000人の基礎自治体（コムーネ）。

## 地理

### 位置・広がり

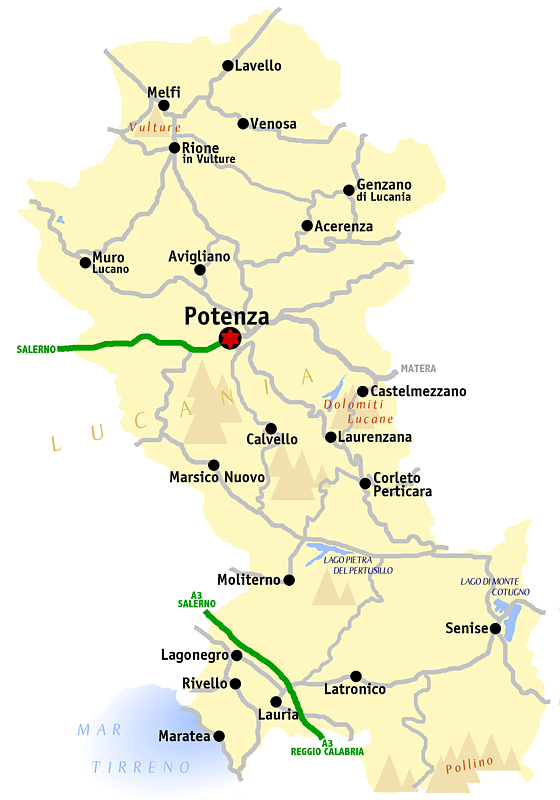
ポテンツァ県概略図

#### 隣接コムーネ
隣接するコムーネは以下の通り。括弧内のAVはアヴェッリーノ県（カンパニア州）所属を示す。
- アクイローニア (AV)
- アテッラ
- バリーレ
- カリトリ (AV)
- メルフィ
- ラポッラ
- リパカンディダ

## 人物

### 著名な出身者
- カルミネ・クロッコ - 19世紀後半にイタリア南部を席巻したアウトロー